# Auge-Saint-Médard
Auge-Saint-Médard foi uma comuna francesa na região administrativa da Nova Aquitânia, no departamento de Charente. Estendia-se por uma área de 17,37 km². Em 2010 a comuna tinha 826 habitantes (densidade: 47,6 hab./km²).
Em 1 de janeiro de 2019, passou a formar parte da nova comuna de Val-d'Auge.